# Faro di Alessandria
Il faro di Alessandria (in greco antico: Φάρος τῆς Ἀλεξανδρείας?, pháros tês Alexandreíās) era un edificio costruito sull'isola di Faro, nel porto della città di Alessandria, nel III secolo a.C. sotto il Regno tolemaico d'Egitto. Considerato una delle sette meraviglie del mondo, nonché una delle realizzazioni più avanzate ed efficaci della tecnologia ellenistica, rimase in funzione fino al XIV secolo, quando venne distrutto da due terremoti.

## Storia
Con la creazione del Regno tolemaico d'Egitto nel 305 a.C., il nuovo sovrano Tolomeo I avviò nella capitale Alessandria un ampio programma di edilizia pubblica monumentale, portato avanti anche dal suo figlio e successore, Tolomeo II. Sull'estremità esterna dell'isola di Faro, che separava il porto di Alessandria dal mar di Levante e collegata alla terraferma attraverso l'Heptastadion, venne avviata la costruzione dell'alta struttura, il cui scopo era quello di aumentare la sicurezza del traffico marittimo in entrata e in uscita, reso pericoloso dai numerosi banchi di sabbia nel tratto di mare prospiciente il porto e dall'assenza di rilievi orografici. I lavori ebbero inizio intorno al 300 a.C. e terminarono circa venti anni più tardi; l'edificio costò circa 800 talenti e fu dedicato a Zeus Sotere (in greco antico: Σωτήρ?, "Salvatore"), vista la sua funzione di guida e protezione dei marinai. Incerto nella storia della costruzione è il ruolo svolto da Sostrato di Cnido, a cui era dedicata un'iscrizione sulle pareti esterne: alcune fonti lo indicano come finanziatore dell'opera, che tuttavia ebbe un costo troppo elevato per essere totalmente pagata da un privato, mentre altre affermano che fosse l'architetto della struttura.

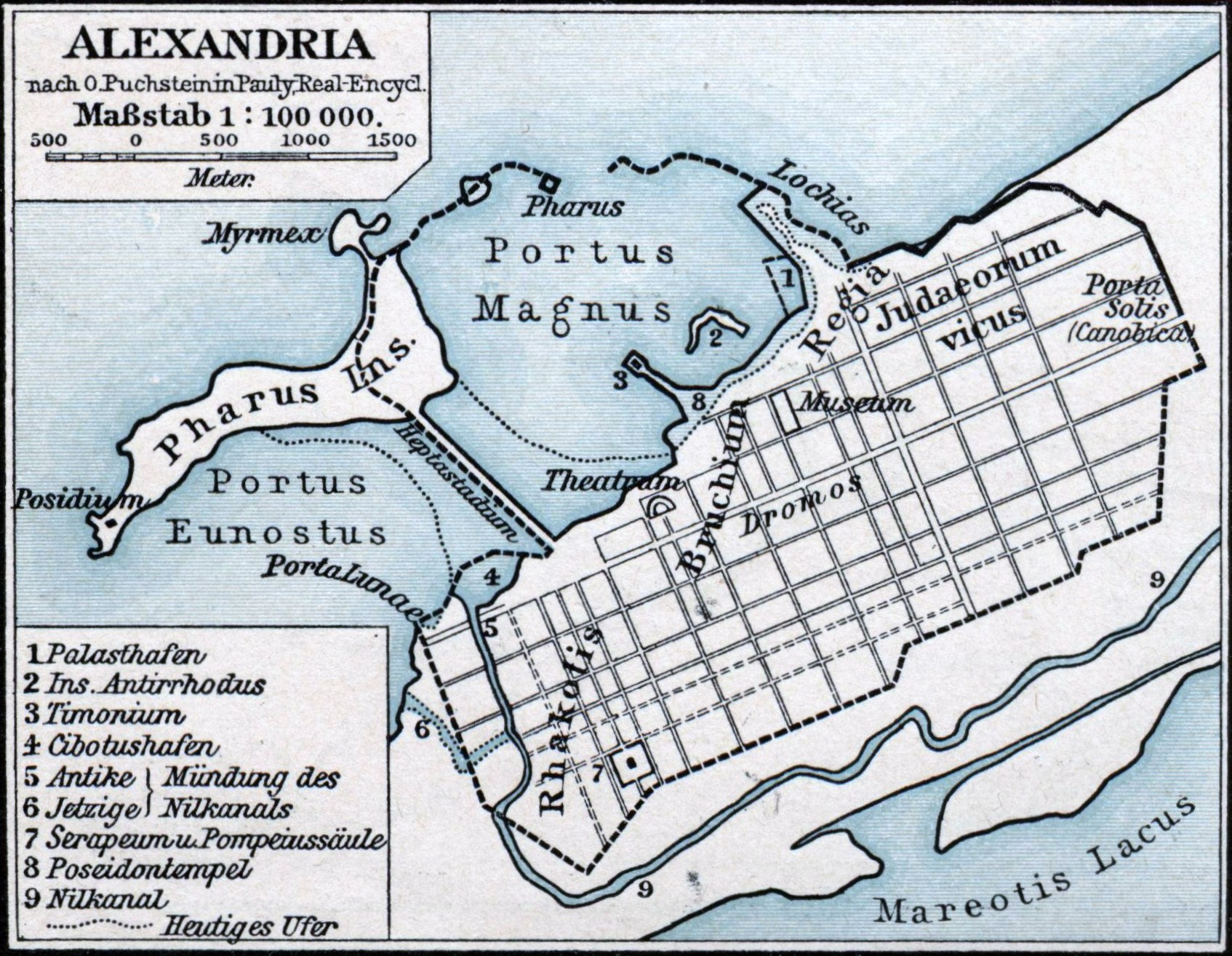
Carta dell'antica città di Alessandria, con l'isola di Faro a nord-ovest

La nuova struttura consentiva di segnalare la posizione del porto alle navi, di giorno mediante degli speciali specchi di bronzo lucidato che riflettevano la luce del sole fino al largo, mentre di notte venivano accesi dei fuochi. Non si hanno tuttavia descrizioni esatte del suo funzionamento, probabilmente a causa della riservatezza che, come spesso in seguito, nel mondo ellenistico era mantenuta sugli impianti di tecnologia avanzata. Si può comunque supporre che il fascio luminoso del faro venisse rafforzato dall'uso di specchi parabolici, tecnica tipicamente applicata nell'era moderna: le conoscenze matematiche su cui si basano questi apparati riguardano la teoria delle coniche e la catottrica ben nota negli ambienti scientifici di Alessandria (Apollonio, Euclide). Inoltre, la forma cilindrica del contenitore della sorgente di luce induce a pensare che dal faro provenisse un fascio di luce girevole, più utile per i naviganti di una sorgente fissa. La costruzione si rivelò di grande utilità e indusse a costruire analoghi fari in vari altri porti del mar Mediterraneo ellenistico, ma nei secoli successivi queste tecnologie andarono perdute, come gran parte della cultura scientifico-tecnologica ellenistica. Si riprese a costruire dei fari solo nel XII secolo (la prima Lanterna di Genova è realizzata nel 1128 o nel 1139), ma senza riflettori basati sulla teoria delle coniche. Questi verranno recuperati solo nei primi decenni del XVII secolo, in particolare da Bonaventura Cavalieri, e consentiranno la costruzione dei primi fari moderni alla fine del secolo.
Con l'eccezione della Piramide di Cheope, il faro fu la più longeva delle sette meraviglie. Ibn Jubayr lo vide ancora integro nel XIII secolo, scrivendo che «slanciasi verso il cielo rivaleggiando con esso in altezza». Rimase infatti in funzione per sedici secoli, fino a quando nel XIV secolo due terremoti, quello di Creta del 1303 e uno successivo nel 1323, lo danneggiarono irreparabilmente. Nel 1326 Ibn Battuta giunto una prima volta ad Alessandria descrisse la struttura come conservata solo nella base quadrata, affermando anche che quando vi tornò nel 1349 la trovò in grave rovina rispetto alla prima visita:
(Ibn Battuta)
Nel 1480 il sultano d'Egitto Qaytbay utilizzò le sue rovine per la costruzione di un forte nelle vicinanze.

## Descrizione
Si stima che la torre fosse alta 134 metri, una delle più alte costruzioni esistenti per l'epoca, e il faro, secondo la testimonianza di Flavio Giuseppe, poteva essere visto a 48 km di distanza, cioè fino al limite consentito dalla sua altezza e dalla curvatura della superficie terrestre.
Era costituito da un alto basamento quadrangolare, che ospitava le stanze degli addetti e le rampe per il trasporto del combustibile. A questo si sovrapponeva una torre ottagonale e quindi una costruzione cilindrica sormontata da una statua di Zeus o Poseidone, più tardi sostituita da quella di Elio.

## Ricerche archeologiche

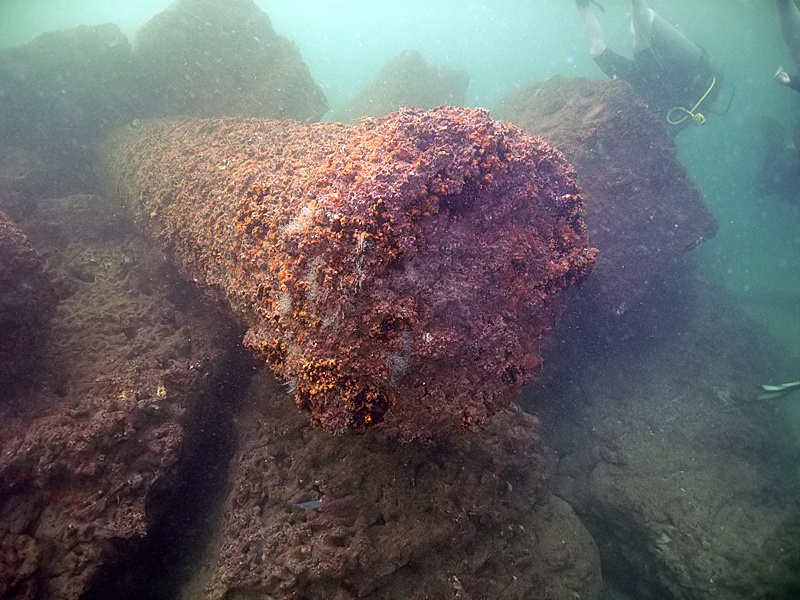
Resti subacquei del faro di Alessandria

Resti della struttura del faro furono scoperti nel 1968 e l'UNESCO finanziò una spedizione di ricerca archeologica sottomarina guidata da Honor Frost. La squadra confermò la presenza di resti, ma le esplorazioni vennero interrotte per mancanza di personale e per lo stato di belligeranza in cui entrò la zona.
Nel 1994 una nuova squadra di archeologi francesi, guidata da Jean-Yves Empereur, riprese le ricerche sul fondale marino del porto orientale di Alessandria; immagini della spedizione furono fatte dal cinematografo egiziano Asma El Bakry. La missione scoprì grandi blocchi di granito, tra le 49 e le 60 tonnellate, spesso ridotti in piccoli pezzi, 30 sfingi, 5 obelischi e colonne con incisioni risalenti al regno di Ramses II (XIII secolo a.C.). La catalogazione dei pezzi fu completata alla fine del 1995 e 36 di questi, restaurati, sono entrati a far parte delle collezioni museali di Alessandria; una statua colossale di Tolomeo II è attualmente esposta di fronte alla moderna Bibliotheca Alexandrina.
Sempre negli anni 1990 un'altra squadra, guidata da Franck Goddio, iniziò l'esplorazione in una diversa zona del porto. Successive indagini effettuate tramite satelliti e sonar hanno rivelato resti di altre strutture, anch'esse affondate a seguito di terremoti o maremoti. Attualmente il segretariato della Convenzione UNESCO 2001 sulla protezione del patrimonio culturale subacqueo sta lavorando con il governo egiziano per aggiungere la baia di Alessandria, insieme ai resti del faro, alla lista dei siti culturali sommersi dell'UNESCO.
Nel luglio 2025 sono stati recuperati 22 grandi blocchi di pietra appartenenti al Faro di Alessandria, rimasti sul fondo del mare per circa 2000 anni. Il recupero era parte del progetto internazionale PHAROS, guidato dall’archeologa e architetta Isabelle Hairy del CNRS (Centro Nazionale per la Ricerca Scientifica) insieme al Centre d’Études Alexandrines (CEAlex) e al Ministero egiziano del Turismo e delle Antichità. Il progetto è stato sostenuto dalla Fondation Dassault Systèmes. Tra i blocchi recuperati sono stati individuate parti dell’ingresso monumentale del faro, come architravi, stipiti, lastre di pavimentazione e resti di un pylon (una struttura simile a un portale) che finora non era mai stato documentato. Questo pylon mostra uno stile che unisce elementi egizi e tecniche greche, dimostrando la mescolanza culturale dell’Alessandria di quel tempo. Ogni blocco, che pesava fino a 80 tonnellate, è stato  scansionato in 3D usando la fotogrammetria. I dati sono stati usati da ingegneri e specialisti per creare una ricostruzione digitale completa del faro.

## Eredità storico culturale
Dal nome dell'isola Pharos ebbe etimologicamente origine il nome "faro" in molte lingue romanze: faro in italiano e spagnolo, farol in portoghese, phare in francese e far in rumeno.

## Galleria d'immagini

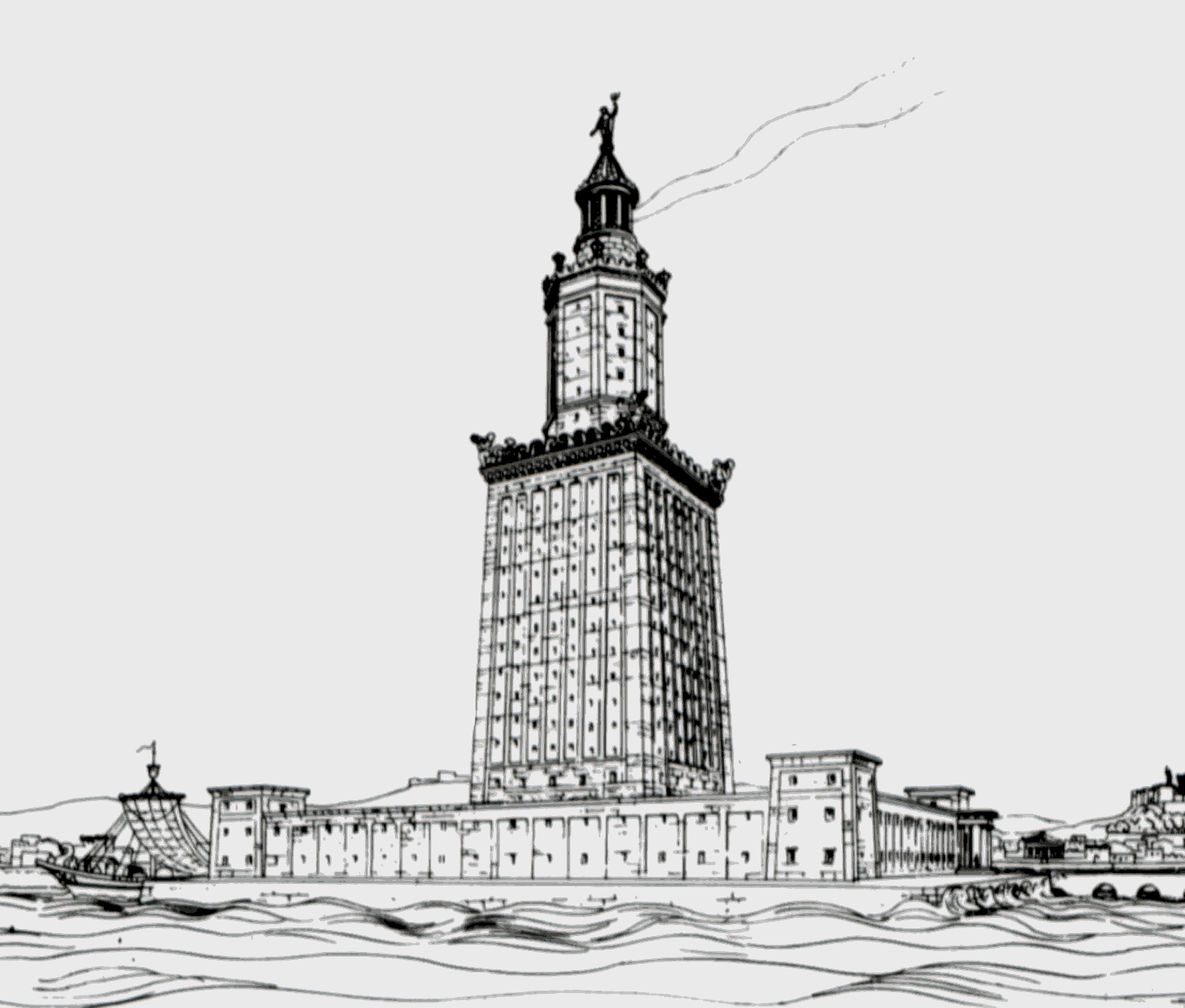
Disegno del faro basato su uno studio archeologico del 1909 di Hermann Thiersch
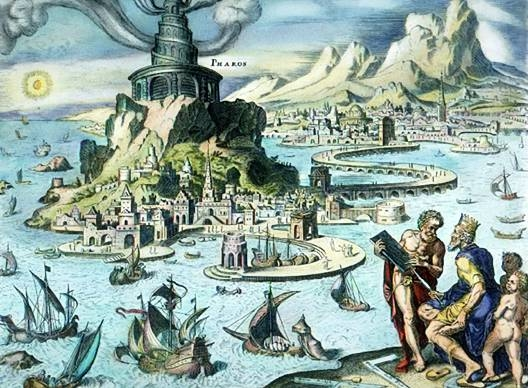
Il faro di Alessandria in un'illustrazione di Maarten van Heemskerck
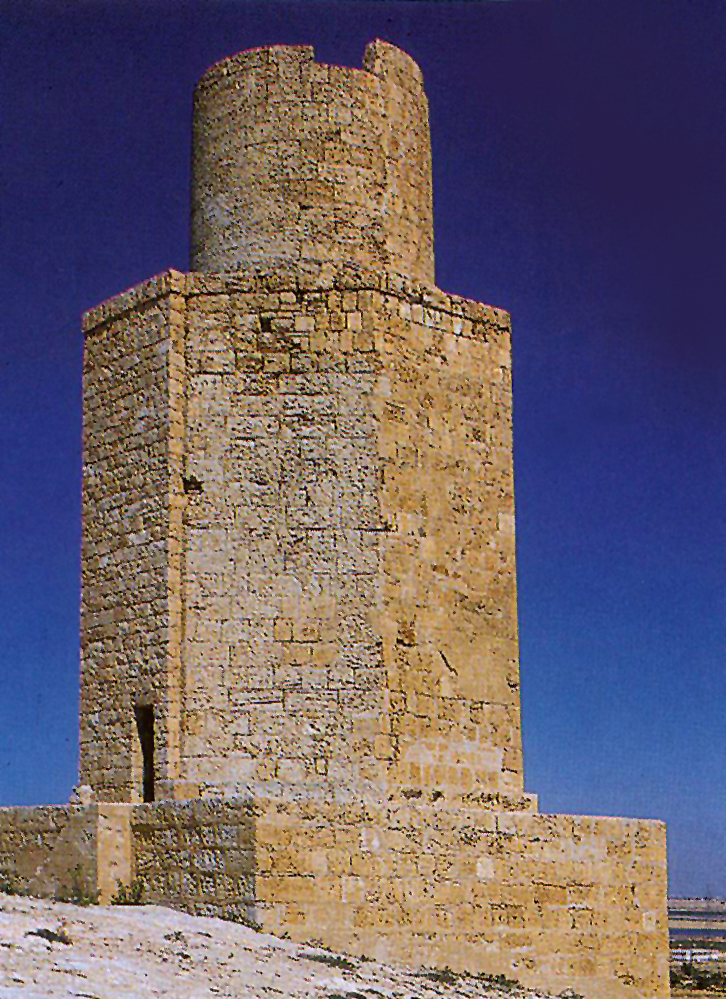
Il faro di Abusir, un antico monumento funerario che si pensa possa essere modellato sul faro di Alessandria con il quale è approssimativamente contemporaneo
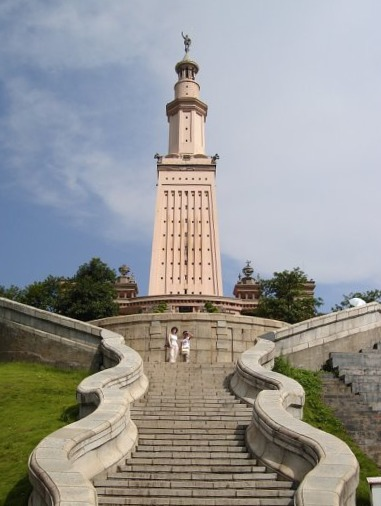
Ricostruzione del faro al parco Window of the World a Shenzhen, in Cina